# GBL
GBL (andra namn är gamma-butyrolakton och dihydro-2-furanon) är en lakton av γ-hydroxibutansyra (GHB).

## Framställning
GBL kan framställas genom dehydrering av GHB.
{\displaystyle {\rm {C_{4}H_{6}O(OH)_{2}\ {\xrightarrow {heat}}\ C_{4}H_{6}O_{2}+H_{2}O}}}
Det kan också framställas genom oxidation av tetrahydrofuran.
{\displaystyle {\rm {C_{4}H_{8}O+O_{2}\rightarrow C_{4}H_{6}O_{2}+H_{2}O}}}

## Användning
GBL är ett lösningsmedel som använts till bland annat klottersanering. Eftersom det med lätthet bryts ner så är det ett miljövänligt alternativ till andra lösningsmedel.
I människokroppen omvandlas det till den narkotikaklassade substansen GHB.
Skadeverkningarna vid intag är de samma som av GHB, och dödsfall har skett i Sverige. 